# Arnöhuvuds naturreservat
Arnöhuvud är ett naturreservat i Uppsala län som bildades år 1977. Naturreservatet förvaltas av Länsstyrelsen i Uppsala län.
Reservatet omfattar halvön Arnöhuvud på nordvästra Skolandet, en yta omfattande 250 hektar, varav 80,5 på land. Området domineras av en barrskogsklädd mäktig rullstensås som utgör en del av Uppsalaåsen. På åsens sluttningar finns tydliga fornstrandlinjer och flera fornlämningar. Inom reservatet finns strövstigar och eldplatser.